# سیارک ۱۰۸۲۱
سیارک ۱۰۸۲۱ (به انگلیسی: 10821 Kimuratakeshi، نامگذاری:1993SZ) ده هزار و هشتصد و بیست و یکمین سیارک کشف شده‌است که در ۱۶ سپتامبر ۱۹۹۳ کشف شد.